# ولایت شیما

نقشه ژاپن در سال (سال ۱۸۶۸). این ولایت با رنگ تیره مشخص شده است.

ولایت شیما (به ژاپنی: 志摩国 Shima no kuni) یکی از ولایت‌ها در تقسیم‌بندی کشوری قدیم ژاپن بود.